# چهل و چهارمین دوره جوایز اسکار
چهل و چهارمین دوره مراسم اعطای جوایز اسکار (انگلیسی: 44th Academy Awards) در روز ۱۰ آوریل ۱۹۷۲ در دوروتی چندلر پاویون لوس آنجلس برگزار شد. در این مراسم بهترین فیلم‌های سال ۱۹۷۱ جهان به انتخاب آکادمی علوم و هنرهای تصاویر متحرک جایزه گرفتند.
هلن هیز، آلن کینگ, سامی دیویس جونیور، جک لمون مجریان این مراسم بود.

## جوایز
برندگان نخست با حروف برجسته پررنگ فهرست شده‌اند.
| جایزه اسکار بهترین فیلم | جایزه اسکار بهترین کارگردانی |
| --- | --- |
| - ارتباط فرانسوی – فیلیپ دانتونی - پرتقال کوکی – استنلی کوبریک - ویولون‌زن روی بام – نورمن جویسون - آخرین نمایش فیلم – Stephen J. Friedman - نیکلاس و الکساندرا – سم اسپیگل | - ویلیام فریدکین – ارتباط فرانسوی - پیتر بوگدانوویچ – آخرین نمایش فیلم - نورمن جویسون – ویولون‌زن روی بام - استنلی کوبریک – پرتقال کوکی - جان شلزینجر – یکشنبه خونین یکشنبه |
| جایزه اسکار بهترین بازیگر نقش اول مرد | جایزه اسکار بهترین بازیگر نقش اول زن |
| - جین هکمن – ارتباط فرانسوی در نقش Det. Jimmy "Popeye" Doyle - پیتر فینچ – یکشنبه خونین یکشنبه در نقش Dr. Daniel Hirsch - والتر ماتائو – کچ در نقش Joseph P. Kotcher - جرج سی. اسکات – بیمارستان در نقش Dr. Herbert "Herb" Bock - خیم توپول – ویولون‌زن روی بام در نقش Tevye | - جین فوندا – کلوت در نقش Bree Daniels - جولی کریستی – مک‌بی و خانم میلر در نقش Constance Miller - گلندا جکسون – یکشنبه خونین یکشنبه در نقش Alex Greville - ونسا ردگریو – ماری، ملکه اسکاتلند در نقش ماری یکم اسکاتلند - جنت سوزمن – نیکلاس و الکساندرا در نقش آلکساندرا فیودوروفنا (آلیکس هسن) |
| جایزه اسکار بهترین بازیگر نقش مکمل مرد | جایزه اسکار بهترین بازیگر نقش مکمل زن |
| - بن جانسون (بازیگر) – آخرین نمایش فیلم در نقش Sam the Lion - جف بریجز – آخرین نمایش فیلم در نقش Duane Jackson - لئونارد فری – ویولون‌زن روی بام در نقش Motel Kamzoil - ریچارد جاکل – گاهی فکری بزرگ (فیلم) در نقش Joe Ben Stamper - روی شایدر – ارتباط فرانسوی در نقش Det. Buddy 'Cloudy' Russo | - کلوریس لیچمن – آخرین نمایش فیلم در نقش Ruth Popper - آن مارگرت – معرفت جسمانی در نقش Bobbie - الن برستین – آخرین نمایش فیلم در نقش Lois Farrow - باربارا هریس (بازیگر) – هری کلرمن کیست و چرا این حرف‌های وحشتناک را درباره‌ام می‌زند؟ در نقش Allison Densmore - مارگارت لیتون – واسطه در نقش Mrs. Maudsley |
| جایزه اسکار بهترین فیلم‌نامه غیراقتباسی | جایزه اسکار بهترین فیلم‌نامه اقتباسی |
| - بیمارستان – پدی چایفسکی - بازجویی از یک شهروند دور از سوءظن – الیو پتری و Ugo Pirro - کلوت – Andy Lewis and Dave Lewis - تابستان ۴۲ – Herman Raucher - یکشنبه خونین یکشنبه – Penelope Gilliatt | - ارتباط فرانسوی – ارنست تایدیمن from The French Connection by Robin Moore - پرتقال کوکی – استنلی کوبریک from پرتقال کوکی by آنتونی برجس - The Conformist – برناردو برتولوچی from دنباله‌رو (رمان) by آلبرتو موراویا - باغ فینزی کوینتینی – Vittorio Bonicelli and Ugo Pirro from The Garden of the Finzi-Continis by Giorgio Bassani - آخرین نمایش فیلم – پیتر بوگدانوویچ و لری مک‌مرتری from The Last Picture Show by McMurtry |
| Best Foreign Language Film | جایزه اسکار بهترین طراحی لباس |
| - باغ فینزی کوینتینی (Italy) in زبان ایتالیایی – ویتوریو دسیکا - دودسکادن (Japan) in زبان ژاپنی – آکیرا کوروساوا - مهاجران (Sweden) in زبان سوئدی – یان تروئل - مأمور پلیس (Israel) in زبان عبری – افرائیم کیشون - چایکوفسکی (USSR) in زبان روسی – Igor Talankin | - نیکلاس و الکساندرا – ایوان بلیک و Antonio Castillo - تختخواب سحرآمیز – بیل توماس (طراح لباس) - مرگ در ونیز – پی‌یرو تسی - ماری، ملکه اسکاتلند – مارگرت فرس - What's the Matter with Helen? – Morton Haack |
| جایزه اسکار بهترین فیلم مستند | Best Documentary Short |
| - رویدادنامه هلستروم – والون گرین - Alaska Wilderness Lake – Alan Landsburg - On Any Sunday – Bruce Brown - Ra – Lennart Ehrenborg and تور هایردال - مصیبت و همدردی – مارسل افولس | - Sentinels of Silence – Robert Amram and Manuel Arango - Adventures in Perception – Han van Gelder - Art Is... – Julian Krainin and DeWitt L. Sage, Jr. - The Numbers Start with the River – Donald Wrye - Somebody Waiting – Sherwood Omens, Hal Riney و Dick Snider |
| جایزه اسکار بهترین فیلم کوتاه | جایزه اسکار بهترین پویانمایی کوتاه |
| - Sentinels of Silence – Robert Amram and Manuel Arango - Good Morning – Denny Evans and Ken Greenwald - The Rehearsal – Stephen F. Verona | - The Crunch Bird – Ted Petok - Evolution – Michael Mills - The Selfish Giant – Peter Sander and Murray Shostak |
| جایزه اسکار بهترین موسیقی فیلم | جایزه اسکار بهترین موسیقی فیلم |
| - تابستان ۴۲ – میشل لوگران - ماری، ملکه اسکاتلند – جان بری - نیکلاس و الکساندرا – ریچارد رادنی بنت - ستون – آیزاک هیز - سگ‌های پوشالی (فیلم ۱۹۷۱) – جری فیلدینگ | - ویولون‌زن روی بام – Adaptation: جان ویلیامز - تختخواب سحرآمیز – Adaptation: آروین کاستل; Song Score: Richard Sherman و Robert Sherman - The Boy Friend – Adaptation: پیتر مکسول دیویس and Peter Greenwell - چایکوفسکی – Adaptation: دیمیتری تیومکین - ویلی وانکا و کارخانه شکلات‌سازی – Adaptation: والتر شارف; Song Score: لسلی بریکوس و آنتونی نیولی                                                                         |
| جایزه اسکار بهترین ترانه | Best Sound Mixing |
| - "تم موسیقی شفت" from ستون – آیزاک هیز - "The Age of Not Believing" from تختخواب سحرآمیز – Robert Sherman و Richard Sherman - "All His Children" from گاهی فکری بزرگ (فیلم) – الن برگمن، الن برگمن و هنری مانچینی - "Bless the Beasts and Children" from Bless the Beasts and Children – Perry Botkin, Jr. و Barry De Vorzon - "Life Is What You Make It" from کچ – ماروین هملیش و جانی مرسر | - ویولون‌زن روی بام – David Hildyard و Gordon McCallum - الماس‌ها ابدیند – Gordon McCallum, John W. Mitchell و Al Overton - ارتباط فرانسوی – کریس نیومن (مهندس صدا) و Theodore Soderberg - کچ – Richard Portman و Jack Solomon - ماری، ملکه اسکاتلند – John Aldred و Bob Jones |
| جایزه اسکار بهترین طراحی صحنه | جایزه اسکار بهترین فیلمبرداری |
| - نیکلاس و الکساندرا – Art Direction: Ernest Archer, John Box, Jack Maxsted و Gil Parrondo; Set Decoration: Vernon Dixon - The Andromeda Strain – Art Direction: Boris Leven, William H. Tuntke; Set Decoration: Ruby R. Levitt - تختخواب سحرآمیز – Art Direction: Peter Ellenshaw و John B. Mansbridge; Set Decoration: Hal Gausman و Emile Kuri - ویولون‌زن روی بام – Art Direction: رابرت اف. بویل و Michael Stringer; Set Decoration: Peter Lamont - ماری، ملکه اسکاتلند – Art Direction: Terence Marsh و Robert Cartwright; Set Decoration: Peter Howitt | - ویولون‌زن روی بام – اوسوالد موریس - ارتباط فرانسوی – اوون رویزمن - آخرین نمایش فیلم – رابرت ال. سرتیس - نیکلاس و الکساندرا – فردی یانگ - تابستان ۴۲ – رابرت ال. سرتیس |
| جایزه اسکار بهترین تدوین | جایزه اسکار بهترین جلوه‌های تصویری |
| - ارتباط فرانسوی – جرالد بی. گرینبرگ - The Andromeda Strain – استیوارت گیلمور و John W. Holmes - پرتقال کوکی – Bill Butler - کچ – رالف ای. وینترز - تابستان ۴۲ – Folmar Blangsted | - تختخواب سحرآمیز – Danny Lee, Eustace Lycett و Alan Maley - When Dinosaurs Ruled the Earth – Jim Danforth and Roger Dicken |

### جایزه اسکار افتخاری
- چارلی چاپلین

## فیلم‌های با بیش از یک جایزه یا نامزدی
| The following 18 films received multiple nominations. - هشت: ویولون‌زن روی بام (فیلم), ارتباط فرانسوی و آخرین نمایش فیلم - شش: نیکلاس و الکساندرا - پنج: تختخواب سحرآمیز و ماری، ملکه اسکاتلند - چهار: پرتقال کوکی (فیلم), کچ (فیلم), تابستان ۴۲ و یکشنبه خونین یکشنبه (فیلم) - دو: The Andromeda Strain, باغ فینزی کوینتینی, بیمارستان, کلوت, Sentinels of Silence, ستون (فیلم ۱۹۷۱), گاهی فکری بزرگ (فیلم) و چایکوفسکی | The following five films received multiple awards. - پنج: ارتباط فرانسوی - سه: ویولون‌زن روی بام - دو: آخرین نمایش فیلم, نیکلاس و الکساندرا و Sentinels of Silence |